# Luzón Central
Luzón Central (en tagalo: Gitnang Luzón, en pampango: Kalibudtarang Luzón, en ilocano: Tengnga a Luzón) es una región de Filipinas, que organiza las 7 provincias de las vastas llanuras centrales de la isla de Luzón (la más grande del archipiélago).
La región posee las planicies más grandes de Filipinas y produce la mayor parte del arroz del país. Sobrenombre que ganó como el «Granero de arroz de 
las Filipinas».

## División administrativa
Sus provincias son:
- Aurora
- Bataán
- Bulacán
- Nueva Écija
- Pampanga
- Tarlac
- Zambales

Existen 12 ciudades en la región, entre las que cabe señalar: Balanga en Bataán; Cabanatúan, Gapan, Muñoz, Palayán y San José en Nueva Écija; Olóngapo en Zambales; Ángeles y San Fernando en Pampanga; San José del Monte y Malolos en Bulacan y Tarlac en Tarlac.

## Demografía
| Gráfica de evolución de Luzón Central entre 1903 y 2020 |
|                                                         |

## Geografía
Aurora fue transferida desde la región IV por la Orden Ejecutiva N.º 103. en mayo de 2002. Aurora fue una subprovincia creada en la parte norte de Quezon en 1951, deriva su nombre de Aurora Quezón.